# Isma'il Mexsut
Isma'il Mexsut (tiếng Uyghur: ئىسمائىل مەخسۇت, đã Latinh hoá: Isma'il Mexsut; tháng 4 năm 1932 – 14 tháng 8 năm 2017) là chính trị gia người Trung Quốc gốc Duy Ngô Nhĩ, từng là thị trưởng của Ürümqi, thủ phủ Tân Cương từ năm 1983 đến năm 1987. Ông là thành viên của Ủy ban Toàn quốc lần thứ 8 và 9 của Hội nghị Hiệp thương Chính trị Nhân dân Trung Quốc.